# Giampiero Bianchi
Giampiero Bianchi (Varese, 11 aprile 1945 – Roma, 16 luglio 2005) è stato un attore italiano.

## Biografia
Iniziò la sua attività teatrale nel 1967 al Teatro Stabile di Genova, dove restò sino al 1976 e dove svolse quasi tutta la sua carriera teatrale.
Esordì in televisione molto giovane, nel 1968, nel popolare sceneggiato La freccia nera, interpretando il ruolo di Green. Nel 1972 fu la volta di un'altra miniserie televisiva, La donna di picche, prima di passare al teatro.
Tra le sue interpretazioni più rilevanti sul palcoscenico teatrale quelle in Tradimenti di Harold Pinter per lo Stabile di Trieste con Andrea Giordana ed Ivana Monti, in Le false confidenze di Marivaux con Marco Sciaccaluga al Teatro Stabile di Genova.
Ha recitato nel ruolo di Guido Morante nella fiction per la Rai Incantesimo, nel 2002-2003.
Ha recitato anche sul grande schermo, prendendo parte a undici film, tra cui Da grande (1987), Paura e amore (1988), Giovanni Falcone (1993) e Gialloparma (1999); nel 1992 Carlo Verdone lo ha scelto per la parte di Paolo nel film Al lupo al lupo.
È morto investito da un convoglio della metropolitana di Roma della Linea A, alla stazione Cornelia, il 16 luglio 2005, probabilmente suicida.

## Filmografia parziale

### Cinema
- Da grande, regia di Franco Amurri (1987)
- Paura e amore (Fürchten und Lieben), regia di Margarethe von Trotta (1988)
- Luisa, Carla, Lorenza e... le affettuose lontananze, regia di Sergio Rossi (1989)
- Al lupo al lupo, regia di Carlo Verdone (1992)
- Giovanni Falcone, regia di Giuseppe Ferrara (1993)
- Italia Village, regia di Giancarlo Planta (1994)
- Segreto di stato, regia di Giuseppe Ferrara (1995)
- Ardena, regia di Luca Barbareschi (1997)
- Gialloparma, regia di Alberto Bevilacqua (1999)
- Gente di Roma, regia di Ettore Scola (2003)

### Televisione
- La freccia nera, regia di Anton Giulio Majano – miniserie TV (1968)
- Il drago, regia di Paolo Giuranna e Raffaele Meloni, trasmessa dal Secondo programma il 22 febbraio 1969.
- A casa, una sera..., regia di Mario Landi – miniserie TV (1976)
- Morte a tempo di valzer, regia di Giovanni Fago (1981)
- Ti ho sposato per allegria, regia di Carlo Battistoni – miniserie TV (1983)[3]
- I cinque del quinto piano – serie TV (1988)
- Don Tonino – serie TV, episodio 2x05 (1990)
- Vita coi figli, regia di Dino Risi – miniserie TV (1991)
- Amico mio – serie TV, episodio 1x07 (1994)
- Turbo – serie TV, episodio 1x02 (1999)
- L'ultimo sogno, regia di Sergio Martino – film TV (2000)
- La piovra 10, regia di Luigi Perelli – miniserie TV, 2 episodi (2001)
- Incantesimo – soap opera, 47 episodi (2002-2003)

## Doppiaggio
- Ted Danson in Cin cin
- William Atherton in Strategia di una vendetta
- John Cullum in Volo KAL 007 - Alla ricerca della verità
- Malcolm McDowell in Classe 1999[4] (ridoppiaggio)